# Třebelovice
Třebelovice (en allemand : Trieblowitz) est une commune du district de Třebíč, dans la région de Vysočina, en République tchèque. Sa population s'élevait à 430 habitants en 2020.

## Géographie
Třebelovice se trouve à 7 km à l'est du centre de Jemnice, à 26,5 km au sud-ouest de Třebíč, à 35 km au sud-sud-est de Jihlava et à 145 km au sud-est de Prague.
La commune est limitée par Oponešice et Budkov au nord, par Rácovice et Kojatice à l'est, par Hornice au sud, et par Mladoňovice à l'ouest.

## Histoire
La première mention écrite de la localité date de 1365

## Transports
Par la route, Třebelovice se trouve à 7,5 km de Jemnice, à 35 km de Třebíč, à 51 km de Jihlava et à 182 km de Prague.